# Симона Петкова
Симона Петкова (родена на 3 септември 1993 г., Габрово) е футболистка-национал на България, нападател крило. Играе за ФК Арау. Бивша състезателка по акробатика и участничка в националния отбор.

## Кариера
Има 11 мача в Европейските клубни турнири – всички с НСА. Дебютният мач с нейния НСА в Евротурнирите е на 11.08.2012 при домакинството срещу Спартак (Суботица) – 0:7, а дебюта и в националния отбор на България до 17 г. е мач от квалификациите за Европейско първенство на 22.10.2009 при гостуването и загубения мач от Полша с 2:0.

## Успехи
- Шампион на България с „НСА“ (4): 2010/11, 2011/12, 2012/13, 2013/14
- Купа на България с „НСА“ (4): 2010/11, 2011/12, 2012/13, 2013/14
- Най-добра футболистка на България за 2021
- Най-добра футболистка на България за 2022